# Ольманские болота
Ольманские болота (укр. Ольманські болота, бел. Альманскія балоты) — крупнейший в Европе комплекс верховых, переходных и низинных болот, сохранившийся до наших дней в естественном состоянии. На территории болот в белорусской части создан заказник площадью в 94219 га.

## Описание
Юго-западная часть массива находится на территории Украины, в связи с чем южная граница заказника проходит по государственной границе. Площадь дорог, территорий военных постов составляет не более 1 % от всей площади заказника. Около 40 % территории занимают открытые болота, преимущественно переходные, поросшие мхом и редкими берёзками. Среди болот разбросаны песчаные дюны (в виде островов и длительных гряд), поросшие сосновыми или лиственными лесами. Заболоченными лесами покрыто около 50 % площади заказника. Кроме болотных встречаются сухие сосновые леса и пойменные дубравы.
Ольманские болота расположены в междуречье правого притока Припяти — реки Ствига и Льва, которая впадает в Ствигу и образует северо-западную границу заказника. Кроме Львы в Ствигу впадают несколько старых мелиоративных каналов, которые были построены ещё в начале XX века. В настоящее время они находятся в полуразрушенном состоянии, однако сток воды из болот (особенно интенсивный весной) по ним ещё продолжается. Пойма реки Льва в пределах заказника очень заболочена. В северной части комплекса находятся два озера — Большое и Малое Засоминнае с общей площадью около 100 гектаров. Остальные 23 озера заказника совсем мелкие — от 0,5 до 5 гектаров. Ольманские болота отличаются от других подобных болотных комплексов крупными размерами, сохранностью в естественном состоянии и стабильностью гидрологических условий.

### 41-й авиационный полигон (Мерлинский)
В начале 1960-х годов в Ольманских болотах был создан 41-й авиационный полигон (Мерлинский), на котором производилась отработка бомбометания. Ради создания полигона несколько населённых пунктов были отселены. Среди жителей окрестных деревень распространены слухи, будто уровень радиации на болотах повысился задолго до катастрофы на Чернобыльской АЭС.

## Заказник «Ольманские болота»

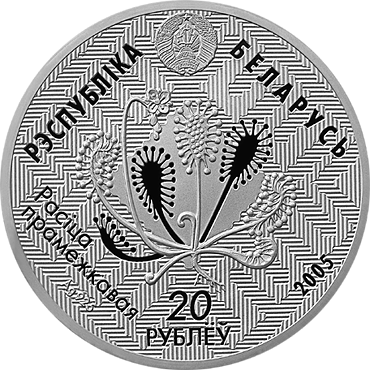
Монета НБРБ

Ольманские болота обеспечивают существование значительной части (10-20 %) белорусской популяции бородатой неясыти, здесь также гнездится обыкновенный глухарь (Tetrao urogallus), численность которого в Полесье крайне мала.
На территории заказника обитает 192 вида наземных позвоночных, в том числе 26 видов млекопитающих, 3 из них занесены в Красную книгу Беларуси, а также выявлено 225 видов насекомых. До недавнего времени здесь ещё была европейская норка (Mustela lutreola) — вид, находящийся в Европе под угрозой глобального исчезновения. Поймы рек Ствига и Льва поддерживают существование одной из крупнейших популяций выдры (Lutra lutra).
На территории заказника выявлено 687 видов растений, 12 из которых занесены в Красную книгу Белоруссии: осока теневая, росянка промежуточная, кувшинка белая, прострел луговой, ива черничная, касатик сибирский, шалфей луговой, лилия кудреватая, фиалка топяная и другие.